# شالی (بوتان)
شالی (به لاتین: Shali) یک منطقهٔ مسکونی در بوتان (کشور) است که در استان تراشیانگتس واقع شده‌است.
 شالی  ۴٬۰۰۰ نفر جمعیت دارد.